# Гамма-телескоп
Га́мма-телеско́п (англ. Gamma-ray telescope) — клас (тип) телескопів, призначених для спостереження віддалених об'єктів у діапазоні гамма-випромінювання. Гамма-телескопи використовуються для пошуку і дослідження дискретних джерел гамма-випромінювання, вимірювання енергетичних спектрів галактичного і позагалактичного дифузного гамма-випромінювання, дослідження гамма-сплесків і природи темної матерії. Розрізняють космічні гамма-телескопи[⇨], що детектують гамма-кванти безпосередньо, і наземні черенковські телескопи [⇨], що встановлюють параметри гамма-квантів (такі як енергія і напрям приходу) шляхом спостереження за збуреннями, які викликають гамма-кванти в атмосфері.

## Космічні гамма-телескопи

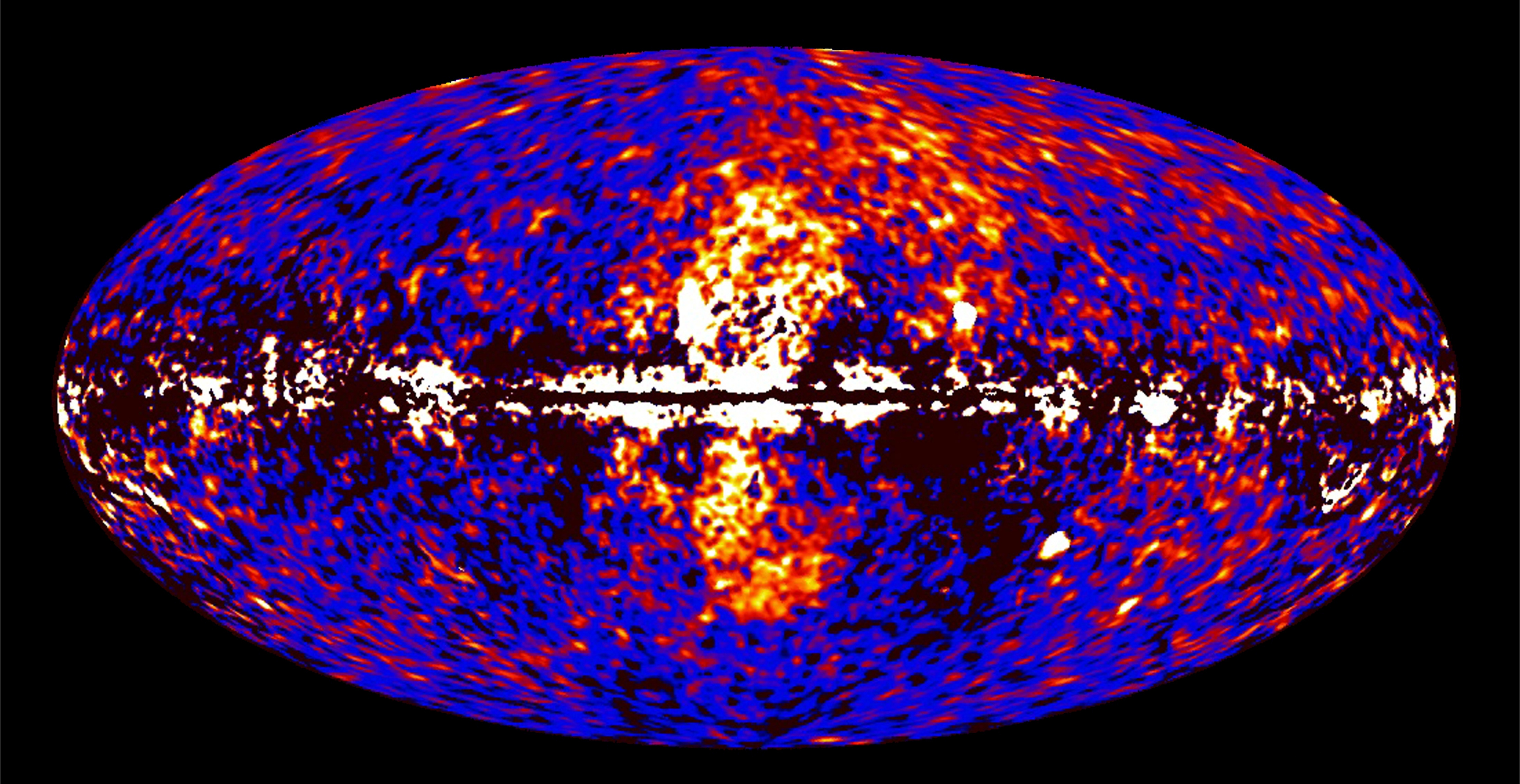
Карта Галактики в гамма-променях за даними орбітальної гамма-обсерваторії Фермі

У класичному для гамма-астрономії високих енергій енергетичному діапазоні (від декількох десятків МеВ до сотень ГеВ) атмосфера непрозора, тому спостереження можливі тільки з космосу.
В гамма-астрономії високих енергій спостереження ведеться за кожним квантом, для якого індивідуально встановлюється енергія і напрям приходу. Потік реєстрованих гамма-телескопом частинок досить малий, так що час між приходами квантів перевищує час затримки приладу, протягом якого реєстрація нових частинок неможлива. Тому гамма-телескопи повинні мати якомога більшу апертуру, щоб виявляти всі кванти, що падають на них. Надходячи, гамма-кванти провокують виникнення електронно — позитронних пар. Траєкторії цих пар контролюються від місця конверсії гамма-кванта до потрапляння в калориметр, що дозволяє визначити напрямок приходу гамма-кванта.

### Історія
Вимірювання космічного високоенергетичного гамма-випромінювання проводилися від 1975 до 1982 року на супутнику Cos-B і від 1991 до 2000 року на гамма-телескопі EGRET (100 МеВ — 30 ГеВ) американської космічної обсерваторії Комптон (CGRO). Ці телескопи, а також телескоп «Гамма-1», встановлений на радянсько-французькому супутнику «Гамма», реєстрували напрямок приходу кванта, простежуючи його рух за допомогою іскрових камер.
Нині вимірювання здійснюються за допомогою великого гамма-телескопа LAT (20 МеВ — 300 ГеВ), встановленого на американській космічній обсерваторії Фермі (GLAST, запущено в червні 2008 року), і невеликого гамма-телескопа GRID (30 МеВ — 50 ГеВ), що працює на італійській космічній обсерваторії AGILE (запущено в квітні 2007 року). Напрямок приходу кванта в цих телескопах визначається за допомогою позиційно-чутливих кремнієвих пластин .
Завдяки роботі цих супутників відкрито дифузний фон, точкові і протяжні джерела високоенергетичного гамма-випромінювання.

### Перспективи

#### CYGAM
Для багатьох наукових завдань важливішим є сам факт реєстрації гамма-кванта, енергію якого можна знати і менш точно (з похибкою приблизно до 20 %). Це стосується практично всіх точковим гамма-джерел, коли спостерігаються великі коливання потоку, тому побудова безперервної за часом кривої блиску була б значно інформативнішою, ніж строгіші, але епізодичні вимірювання спектра. Більш того, за великої апертури з'являється можливість стежити одночасно за багатьма джерелами на небі, що збільшує ефективну чутливість. Неперервні спостереження великих ділянок неба особливо критичні для коротких подій на зразок космічних гамма-сплесків, напрямок на які заздалегідь невідомий.
1993 року запропоновано нову конструкцію телескопа для реєстрації космічного гамма-випромінювання високих енергій, що отримала назву ЦИГАМ (CYGAM — англ. Cylindrical Gamma Monitor, Циліндричний гамма-монітор). У ній був відсутній калориметр, що відразу дозволило майже на порядок збільшити апертуру телескопа. Поле зору приладу склало б 6 стерадіан, тобто одночасно було б видно приблизно половину небесної сфери. Стінки циліндра, що являє в перерізі восьмикутник, повинні складатися з конвертера, в якому жорсткий гамма-квант переходить у пару електрон-позитрон, і позиційно-чутливого шару, який реєструє проліт заряджених частинок. Після конверсії народжені частинки летять під кутом одна до одної, який зменшується з ростом енергії вихідного гамма-кванта — за величиною кута розльоту вона й визначається. Такий метод має обмеження за енергією, доступною для вимірювань: за енергії кванта, що перевищує приблизно 40 ГеВ, кут стане занадто малим і позиційно-чутливий лічильник на протилежному боці циліндра не зможе розділити координати частинок пари. Межу можна підняти, якщо підвищити точність визначення координат частинок, що прилітають, або збільшити кут між траєкторіями частинок під час польоту між стінками циліндра (наприклад, завдяки створенню всередині магнітного поля). Проєкт ЦИГАМ залишається нереалізованим.

#### Гамма-400
Обробка результатів вимірювань гамма-телескопа LAT з району центру Галактики вказує на особливість у спектрі гамма-випромінювання в області енергій 130 ГеВ. Теоретичні дослідження цієї особливості припускають існування вузьких гамма-ліній від анігіляції або розпаду вімпів, які можна надійно виділити тільки за допомогою майбутніх експериментів з істотно кращим кутовим і енергетичним розділеннями.
Нині в Росії реалізується програма створення відповідного цим завданням гамма-телескопа ГАММА-400 і проведення позаатмосферних спостережень у гамма-астрономії з одночасним вимірюванням потоків електрон-позитронної компоненти космічних променів. ГАММА-400 буде володіти унікальними можливостями як за виділенням гамма-ліній в енергетичних спектрах від частинок темної матерії, так і за визначенням напряму на джерело цього випромінювання. Запуск космічної обсерваторії, в якій ГАММА-400 буде встановлено на службовій платформі «Навігатор», що розробляється в НВО імені С. О. Лавочкіна, планується на 2023 рік. Час роботи космічної обсерваторії має становити не менше 7 років.

#### COSI
Восени 2021 року NASA також обрало пропозицію зі створення космічного гамма-телескопа, що дасть змогу науковцям вивчати історію народження, еволюцію і смерть зір та утворення хімічних елементів у Молочному Шляху в нинішню епоху його розвитку. Гамма-телескоп, який назвали Комптонівський спектрометр та візуалізатор (Compton Spectrometer and Imager, COSI) — це оглядовий гамма-телескоп для реєстрації гамма-променів у діапазоні енергій 0,2—5 МеV, з поліпшеною чутливістю, спектральною і кутовою роздільною здатністю та з великим полем зору для виконання передових наукових досліджень. COSI буде реєструвати гамма-промені, що випромінюють радіоактивні атоми, які утворюються під час вибуху масивних зір. Це дасть змогу виявити місця утворення хімічних елементів у Молочному Шляху. Місія також дослідить таємниче походження позитронів у нашій галактиці, також відомих як антиелектрони — субатомні частинки з такою масою, як в електрона, але з позитивним зарядом. Очікується, що гамма-телескоп COSI буде запущений у 2025 році як остання невелика астрофізична місія NASA.
3 липня 2024 року, згідно повідомлення джерела Space.com, NASA обрало ракету-носій Falcon 9 від SpaceX для своєї місії COSI. Запуск заплановано на серпень 2027 року з бази ВКС США на мисі Канаверал у Флориді.

## Черенковські телескопи

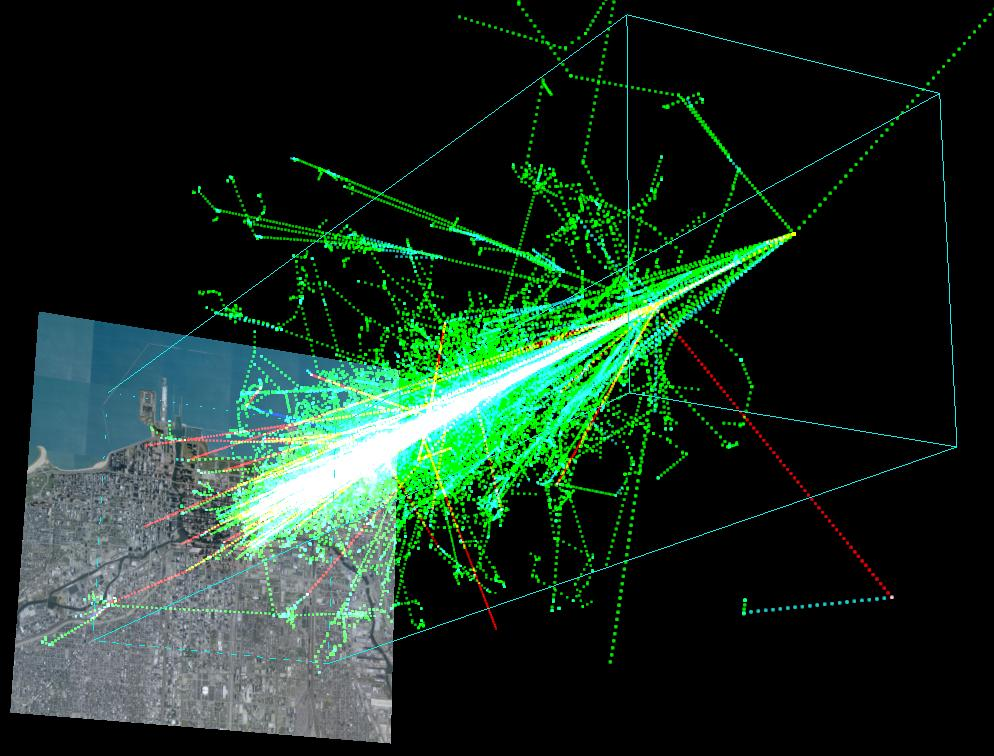
Комп'ютерна модель зливи, що виникла від первинного протона з енергією 1 ТеВ, який вдарив в атмосферу на висоті 20 км. Внизу зображено узбережжя в масштабі

У зв'язку з непрозорістю атмосфери для частинок високих енергій, їх безпосереднє спостереження з поверхні Землі неможливе. Разом з цим, потрапляючи в атмосферу, кожна з таких частинок, внаслідок багатьох каскадних реакцій, народжує атмосферну зливу, яка досягає поверхні Землі у вигляді потоку електронів, протонів, фотонів, мюонів, мезонів та інших частинок. Випромінювання Черенкова — Вавилова від вторинних електронів дозволяє отримати повну інформацію про енергію і напрямок приходу первинних гамма-квантів. Саме це випромінювання спостерігається наземними гамма-телескопами (тому такі телескопи ще називають черенковськими або IACT (англ. Imaging Atmospheric Cherenkov Telescope).
Оскільки максимум випромінювання, що приходить від вторинних електронів, випускається в конус з кутом при вершині близько 1° і відзначений на висоті 10 км над рівнем моря, черенковське випромінювання «висвітлює» на землі радіус близько 100 м. Простий пристрій (детектор), що складається з оптичного відбивача площею близько 10 м2 і фотоприймача у фокальній площині, може реєструвати фотони з ділянки неба площею більше 104 м2. Черенковське випромінювання вторинних злив дуже слабке, кожен спалах триває всього кілька наносекунд. Тому черенковські телескопи повинні мати дзеркала площею понад 10 м2 для проєктування випромінювання на дуже швидкісну багатопіксельну (близько 103 пікселів) камеру з пікселем розміром 0,1-0,2° і полем зору кілька градусів. Хоча черенковське випромінювання припадає на оптичний діапазон (блакитне світло), стандартна ПЗС-камера не підходить для його реєстрації через недостатню швидкість фіксації події. На щастя, для отримання інформації про розвиток зливи, енергію і напрямок приходу первинної частинки досить камери, що складається зі звичайних фотопомножувачів з пікселем розміром 0,1-0,2°.

### Історія

#### Перше покоління

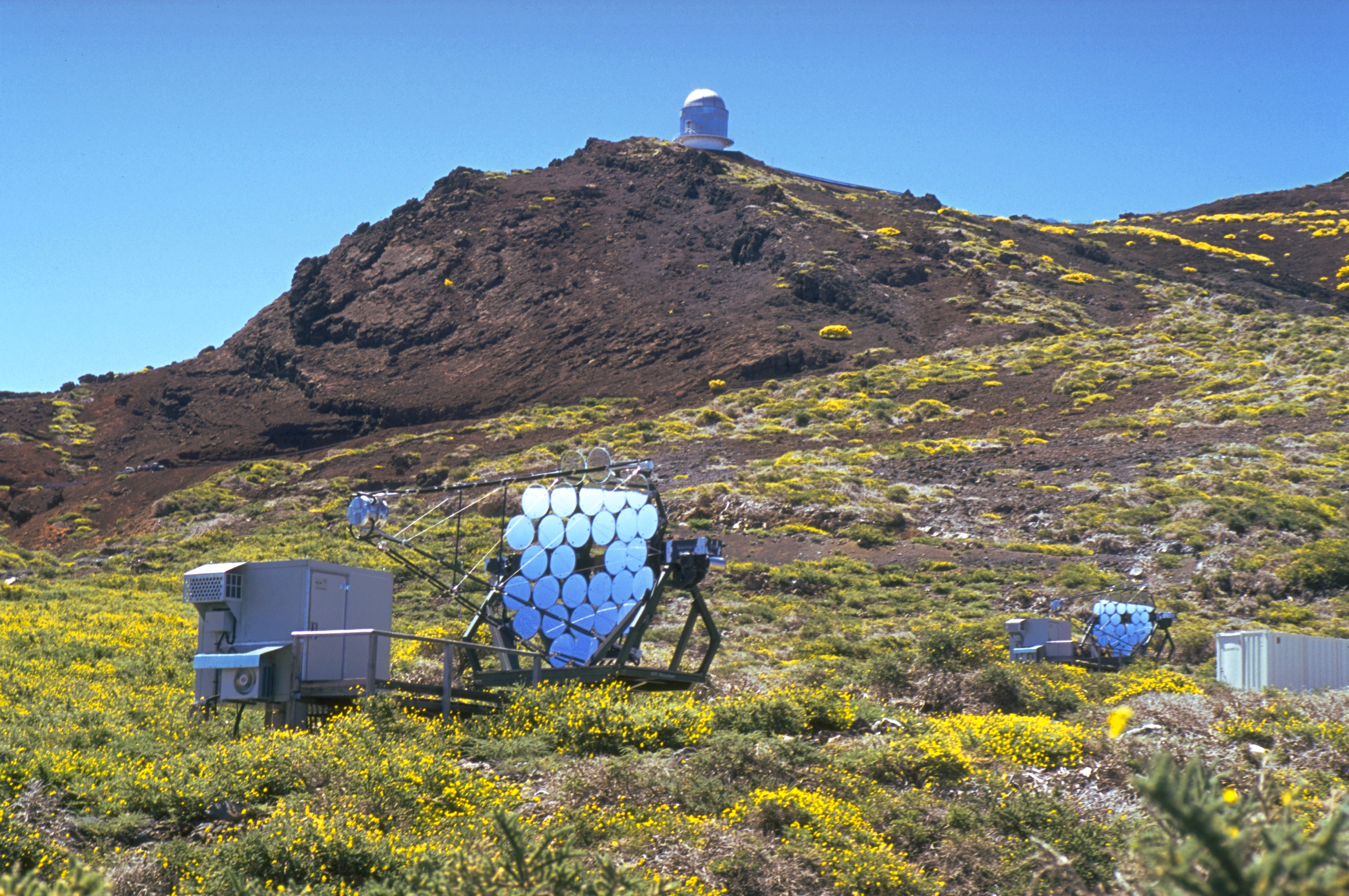
HEGRA (на передньому плані)

Перші експерименти, які показали можливість спостереження черенковського випромінювання атмосферних злив від частинок високих енергій провели в 1950-х роках В. Гелбрайт (Galbraith W.) і Дж. В. Джеллі (Jelley J. V.) у Великій Британії і О. Є. Чудаков і Н. М. Нестерова в СРСР. Успіх цих експериментів у 1960-х роках привів до спроб використовувати черенковське випромінювання для детектування фотонів надвисоких енергій. Використані в них установки (в СРСР — на майданчику Кримської станції ФІАН, у Великій Британії — в Організації з дослідження атомної енергії у Гарвеллі, в США — в обсерваторії імені Віппла) можна вважати першими черенковськими телескопами. Перші позитивні результати роботи цих установок отримано в кінці 1960-х — на початку 1970-х років. Так, наприклад, за результатами спостережень у 1966—1967 роках на телескопі Дублінської групи зареєстровано сигнал від Крабоподібної туманності. Однак достовірність зареєстрованих сигналів не перевищувала 3σ, а отже про надійність отриманих результатів говорити було не можна.
Всі телескопи першого покоління фіксували тільки факт черенковського спалаху і працювали за принципом проходження джерела через поле зору телескопа внаслідок обертання Землі. Методи аналізу отриманих сигналів до 1983 року (коли опубліковано найбільш повну і коректну версію методу аналізу сигналів) були настільки недосконалими, що навіть рівень значущості корисного сигналу в районі 3σ не міг однозначно підтвердити реєстрацію гамма-джерела, оскільки в деяких випадках рівень сигналу був значно слабшим від фону (аж до -2,7σ). Таким чином, за допомогою черенковських телескопів першого покоління не можна було надійно зареєструвати джерела космічного гамма-випромінювання. Проте, вони дозволили встановити верхню межу величини потоку гамма-випромінювання, а також сформувати список потенційних гамма-джерел, за якими в першу чергу слід спостерігати за допомогою досконаліших телескопів.

#### Друге покоління
У 1970-х дві групи радянських і американських вчених (в Кримській астрофізичній обсерваторії під керівництвом А. А. Степаняна і в обсерваторії імені Віппла, очолювані Т. К. Віксом), почали розробку проєктів телескопів, які не тільки збирають повний сигнал, але й записують його зображення і таким чином дозволяють відстежувати положення джерела випромінювання. 1978 року 10-метровий телескоп обсерваторії імені Віппла отримав 19-піксельну камеру (яку 1983 року замінено 37-піксельною), зібрану з окремих фотопомножувачів, ставши таким чином першим телескопом другого покоління.
За кількістю фотонів на зображенні, одержуваному телескопами другого покоління, можна було оцінити енергію первинної гамма-частинки, а орієнтація зображення дозволяла відновити напрямок її приходу. Вивчення форми отриманого зображення дозволяло відсіяти більшість подій, у яких первинна частинка не була високоенергійним гамма-квантом. Таким чином було знижено рівень фонового шуму від космічних променів, який на порядки перевищує потік первинних гамма-променів. Ефективність цієї методики переконливо продемонстровано 1989 року, коли 10-метровий гамма-телескоп обсерваторії імені Віппла зареєстрував достовірний (на рівні 9σ) сигнал від Крабоподібної туманності.

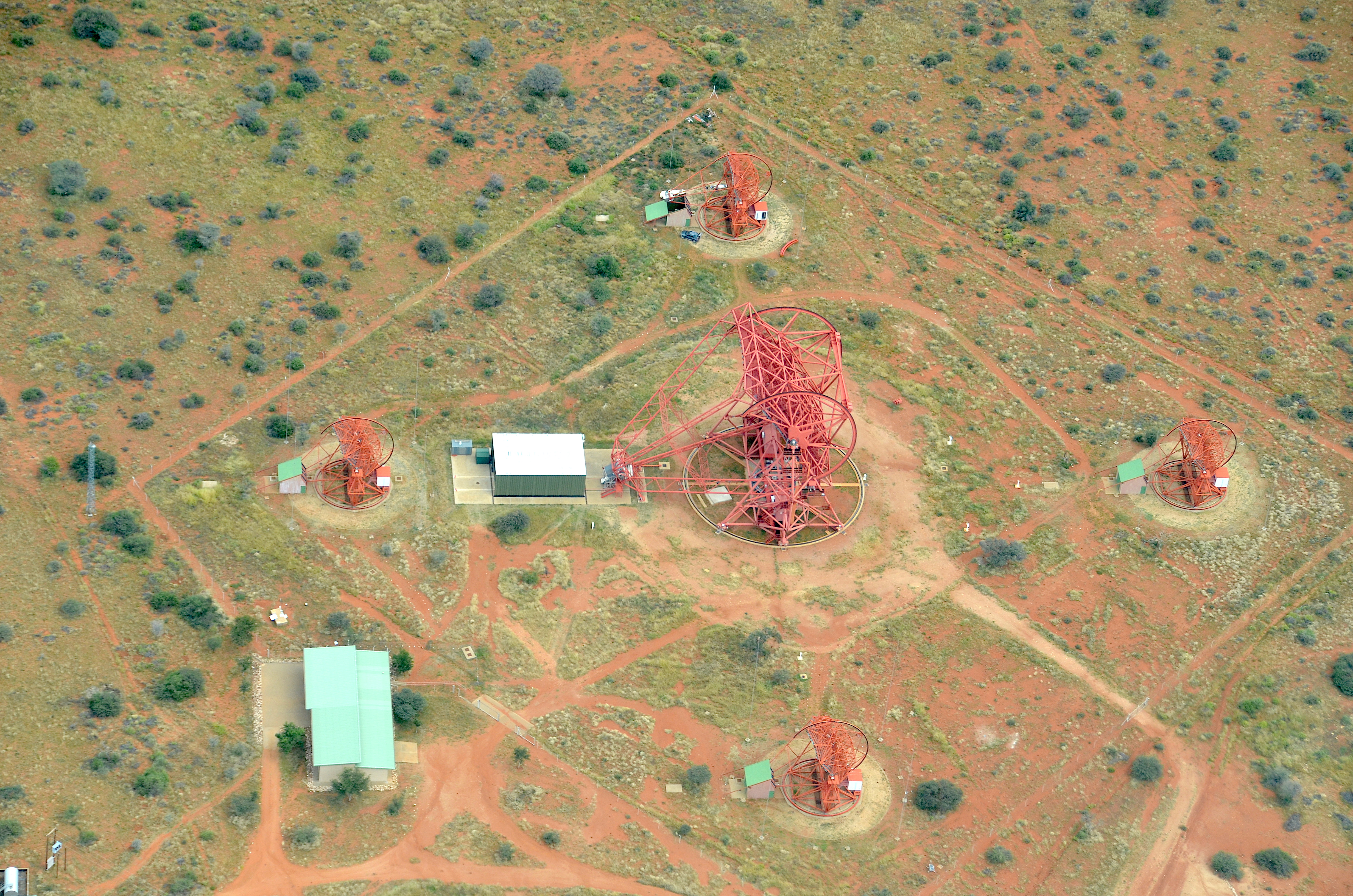
Вигляд з повітря на комплекс HESS

#### Стереоскопічний метод

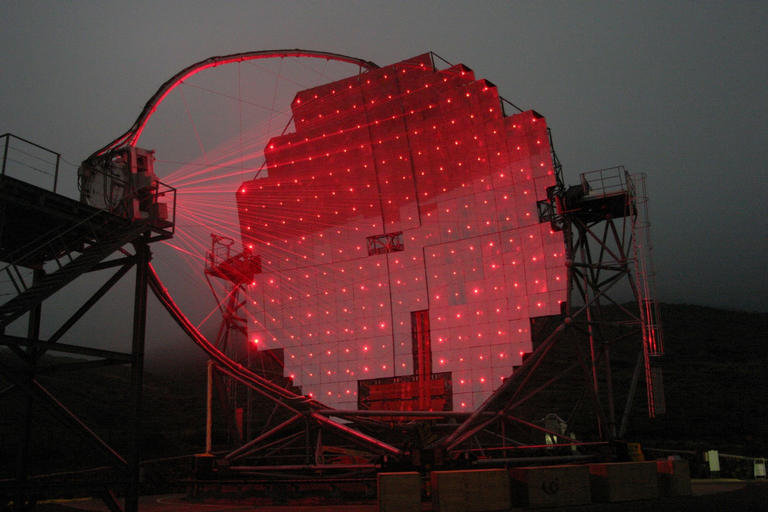
Один з телескопів MAGIC вночі, увімкнена система лазерів, яка використовується для автоматичного підстроювання фокусу шляхом вирівнювання безлічі невеликих дзеркал

Наступним кроком у розвитку наземної гамма-астрономії, що дозволив збільшити ефективність гамма-телескопів, став стереоскопічний метод, запропонований і розвинений у 1980-х роках групою вчених Єреванського фізичного інституту. Ідея методу полягає в одночасній реєстрації події в кількох проєкціях. Це дозволяє визначити напрямок приходу первинного гамма-кванта з точністю, що перевищує 0,1°, і встановити його енергію з похибкою нижче 15 %. Спочатку передбачалося встановити поблизу Бюраканської обсерваторії систему з п'яти телескопів діаметром 3 м. Прототип телескопа виготовили і випробували, але різні економічні і політичні причини не дозволили завершити цей проєкт у Вірменії. Проте його взяли за основу системи телескопів HEGRA (англ. High Energy Gamma-Ray Astronomy — гамма-астрономія високих енергій), побудованих на Канарських островах. Кожен з телескопів цієї системи оснащено камерою на основі 271 фотопомножувача. За допомогою обсерваторії HEGRA, зокрема, вперше з високим рівнем достовірності виміряно спектр гамма-випромінювання Крабоподібної туманності в діапазоні 0,5-80 ТеВ.
Протягом наступних 15 років досягнуто успіхів при детектуванні гамма-променів у діапазоні ТеВ телескопами САТ (англ. Cherenkov Atmosphere Telescope — черенковський атмосферний телескоп), CANGAROO (англ. Collaboration of Australia and Nippon for a GammaRay Observatory in the Outback — японсько-австралійське співробітництво для вивчення космічного гамма-випромінювання), HEGRA і гамма-телескопом обсерваторії імені Віппла. Один з найвидатніших результатів, досягнутих у цей час, — виявлення випромінювання з енергією порядку ТеВ від блазарів — потужних джерел гамма-променів навколо надмасивних чорних дір у ядрах деяких галактик. Однак за час роботи черенковських телескопів цього покоління вдалося відкрити менше 10 джерел, причому деякі зареєстровано на межі чутливості. У стереоскопічних системах, як правило, використовувалися невеликі, в порівнянні з поодинокими телескопами, дзеркала, що не дозволяло повною мірою реалізувати їх потенціал. Стала очевидною необхідність створення детекторів з вищою чутливістю.

#### Третє покоління
Попри те, що переваги стереоскопічного підходу вже були продемонстровані системою відносно невеликих телескопів HEGRA, тільки з реалізацією великого міжнародного проєкту H.E.S.S. з'явилася нова галузь спостережної астрофізики — астрономія надвисоких енергій. Система H.E.S.S. з чотирьох 13-метрових черенковських атмосферних телескопів, обладнаних камерами з полем зору 5°, встановлена в Намібії, вступила в дію 2004 року. Телескопи системи H.E.S.S. призначені для детектування високоенергійних фотонів у діапазоні від 100 ГеВ до 100 ТеВ з кутовим розділенням кілька кутових хвилин і межею чутливості на рівні 1013 ерг⋅см−2⋅с−1.

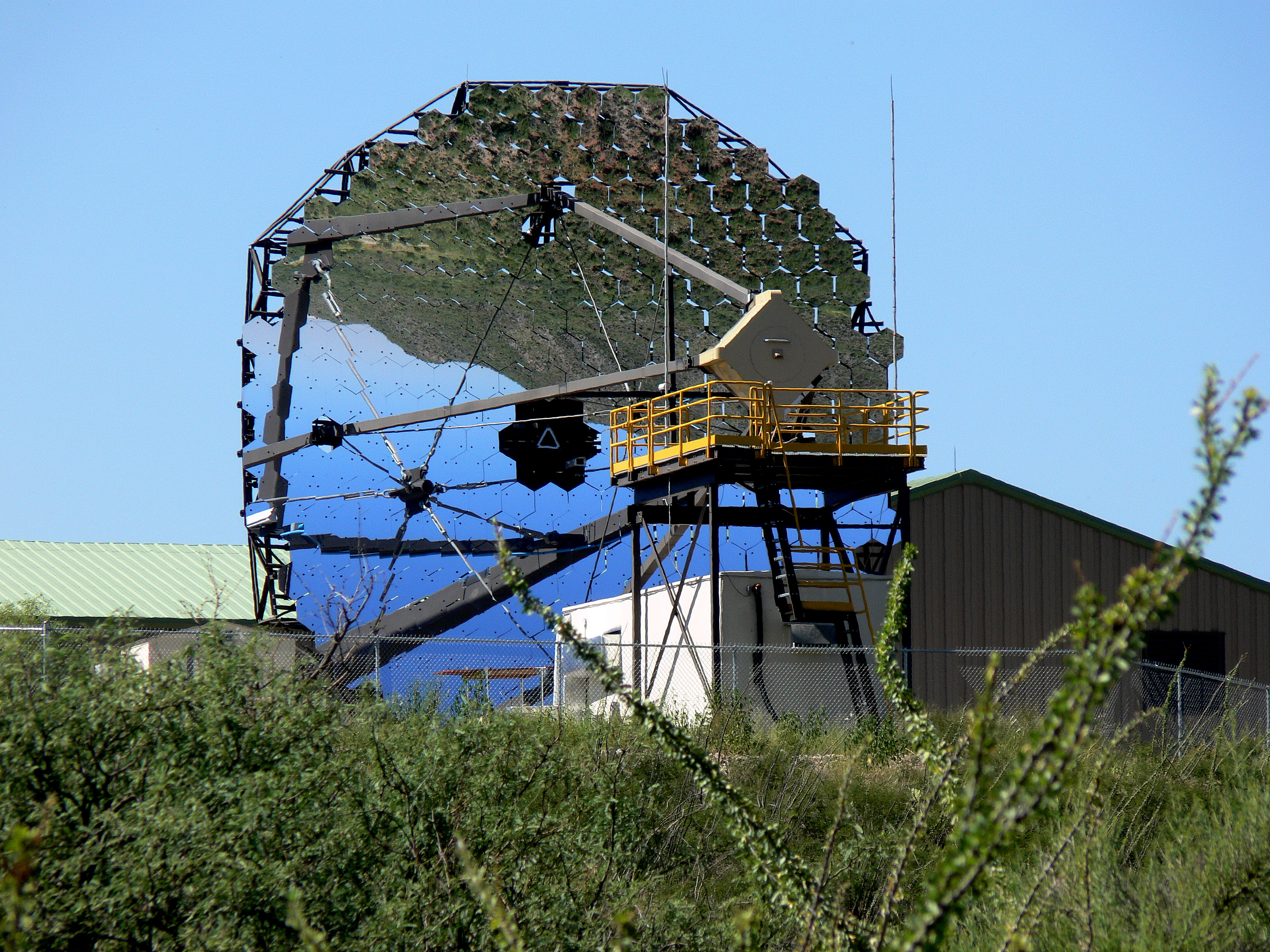
Дзеркала на одному з телескопів VERITAS

Альтернативою стереоскопічній системі стало створення 2003 року на острові Ла Пальма (Канарські острови) 17-метрового міжнародного телескопа MAGIC (англ. Major Atmospheric Gamma Imaging Cherenkov — великий атмосферний черенковський гамма-телескоп). У поле зору телескопа MAGIC потрапляють переважно джерела, розташовані в північній небесній півсфері, а системи H.E.S.S. — у південній. У липні 2007 року почала працювати система VERITAS (англ. Very Energetic Radiation Imaging Telescope Array System — система телескопів для реєстрації випромінювання високих енергій), що складається з чотирьох 12-метрових телескопів.
Під час розробки телескопів третього покоління закладено значний потенціал для їх подальшої модернізації. Так, наприклад передбачалося, що H.E.S.S. буде складатися з 16 телескопів, а VERITAS — з семи. Цей потенціал вже реалізується: в 2009 році уведено в експлуатацію телескоп MAGIC II, що має досконалішу камеру, і дозволив розпочати на гамма обсерваторії MAGIC стереоскопічні спостереження, а в 2012 році модернізовано телескоп MAGIC I, що зробило телескопи обсерваторії ідентичними. 2012 року в складі комплексу H.E.S.S. почав використовуватися телескоп H.E.S.S. II, який перевершує за розмірами інші 4 телескопи комплексу.
Станом на 2017 рік відкрито понад 175 джерел тераелектронвольтного випромінювання. Зареєстровані джерела можна розділити на кілька великих груп: залишки наднових, плеріони, компактні подвійні системи, молекулярні хмари, активні ядра галактик.

### Перспективи
Нині будується масив черенковських телескопів (англ. Cherenkov Telescope Array, CTA). Телескопи масиву планується розташувати як у південній, так і в північній півкулі, причому, якщо північний масив буде працювати в низькому енергетичному діапазоні (від 10 ГеВ до 1 ТеВ), то енергетичний діапазон південного масиву — від 10 ГеВ до порядку 100 ТеВ. 2020 року планується введення масиву в експлуатацію.

## Порівняльні характеристики космічних і наземних гамма-телескопів
| Порівняльні характеристики космічних і наземних гамма-телескопів | Порівняльні характеристики космічних і наземних гамма-телескопів | Порівняльні характеристики космічних і наземних гамма-телескопів | Порівняльні характеристики космічних і наземних гамма-телескопів | Порівняльні характеристики космічних і наземних гамма-телескопів | Порівняльні характеристики космічних і наземних гамма-телескопів | Порівняльні характеристики космічних і наземних гамма-телескопів | Порівняльні характеристики космічних і наземних гамма-телескопів | Порівняльні характеристики космічних і наземних гамма-телескопів | Порівняльні характеристики космічних і наземних гамма-телескопів | Порівняльні характеристики космічних і наземних гамма-телескопів |
| ---------------------------------------------------------------- | ---------------------------------------------------------------- | ---------------------------------------------------------------- | ---------------------------------------------------------------- | ---------------------------------------------------------------- | ---------------------------------------------------------------- | ---------------------------------------------------------------- | ---------------------------------------------------------------- | ---------------------------------------------------------------- | ---------------------------------------------------------------- | ---------------------------------------------------------------- |
|                                                                  | Космічні гамма-телескопи                                         | Космічні гамма-телескопи                                         | Космічні гамма-телескопи                                         | Космічні гамма-телескопи                                         | Космічні гамма-телескопи                                         | Космічні гамма-телескопи                                         | Наземні гамма-телескопи                                          | Наземні гамма-телескопи                                          | Наземні гамма-телескопи                                          | Наземні гамма-телескопи                                          |
| EGRET                                                            | AGILE                                                            | Fermi-LAT                                                        | CALET                                                            | AMS-02                                                           | Гамма-400                                                        | HESS II                                                          | MAGIC                                                            | VERITAS                                                          | CTA                                                              |                                                                  |
| Час роботи                                                       | 1991—2000 рр.                                                    | з 2007 р                                                         | з 2008 р                                                         | з 2014 р                                                         | з 2011 р                                                         | з 2023 р                                                         | з 2012 р                                                         | з 2004 р                                                         | з 2005 р                                                         | з 2020 р                                                         |
| Діапазон енергій, ГеВ                                            | 0.03—30                                                          | 0.03—50                                                          | 0.2—300                                                          | 10—10000                                                         | 10—1000                                                          | 0.1—3 000                                                        | > 30                                                             | > 50                                                             | 50—50000                                                         | > 20                                                             |
| Кутова роздільність (Eγ > 100 ГеВ)                               | 0.2º (Eγ ~ 0.5 ГеВ)                                              | 0.1º (Eγ ~ 1 ГеВ)                                                | 0.1º                                                             | 0.1º                                                             | 1º                                                               | 0.01º                                                            | 0.07º                                                            | 0.07º (Eγ = 300 ГеВ)                                             | 0.1º                                                             | 0.1º (Eγ = 100 ГеВ) 0.03º (Eγ = 10 ТеВ)                          |
| Енергетична роздільність (Eγ > 100 ГеВ)                          | 15 % (Eγ ~ 0.5 ГеВ                                               | 50 % (Eγ ~ 1 ГеВ)                                                | 10 %                                                             | 2 %                                                              | 3 %                                                              | 1 %                                                              | 15 %                                                             | 20 % (Eγ = 100 ГеВ) 15 % (Eγ = 10 ТеВ)                           | 15 %                                                             | 20 % (Eγ = 100 ГеВ) 15 % (Eγ = 10 ТеВ)                           |